# Tarnutzer
Tarnutzer ist ein Prättigauer Familienname.
Der Familienname Tarnutzer, auch Tarnuzzer, Darnutzer oder Darnuzzer entstammt der Walser Siedlung Alp Tarnutz (auch Malanser Tarnutz genannt) südlich von Fideris im Prättigau am Fuße des Chistenstein (2473 m).  Verbreitung findet der Name in Fideris, Jenaz, St. Antönien, Schuders, Schiers und dessen Umgebung bis nach Walserberg.

## Bekannte Namensträger
- Walter Walid Tariq Tarnutzer, Präsident der Ahmadiyya in der Schweiz und Vorsteher der Mahmoud-Moschee in Zürich
- Karin Steinbach Tarnutzer (* 1966), freischaffende Buchautorin, Lektorin und Alpinjournalistin in St. Gallen